# City of Leeds Diving Club
City of Leeds Diving Club una società sportiva di tuffi britannica con sede a Leeds, presso il John Charles Centre for Sport. I suoi colori sociali sono il blu e l'oro.

## Panoramica
La City of Leeds Diving Club è stata fondata con l'obiettivo coinvolgere nella disciplina dei tuffi un numero elevato di atleti, anche di giovane età, col fine di scoprire ed accrescere campioni nel trampolino e nella piattaforma da lanciare sulla scena internazionale.
City of Leeds Diving Club è una delle più importanti società di tuffi a livello internazionale con numerosi atleti coinvolti in competizioni di rilevanza nazionale ed internazionale. Alcuni atleti della City of Leeds Diving Clubhanno guadagnato la qualificazione per i Giochi olimpici estivi, i mondiali e gli europei.
Tra i tuffatori più noti della City of Leeds Diving Club vi sono: Jack Laugher, Chris Mears, Yona Knight-Wisdom, Rebecca Gallantree, Matty Lee, Hannah Starling ed Anthony Harding.